# アルタイ市
アルタイ市（アルタイし）は、中華人民共和国新疆ウイグル自治区イリ・カザフ自治州アルタイ地区に位置する県級市。漢族、カザフ族、ウイグル族、回族、モンゴル族など26民族が住む。

## 行政区画
4街道、5鎮、5郷、1民族郷を管轄：
- 街道弁事処：金山路街道、解放路街道、団結路街道、恰秀路街道
- 鎮：北屯鎮、アウィタン鎮（阿葦灘鎮）、紅墩鎮、シェミルシェク鎮（切木爾切克鎮）、アラカク鎮（阿拉哈克鎮）
- 郷：ラスト郷（拉斯特郷）、カラシリク郷（喀拉希力克郷）、サルクスン郷（薩爾胡松郷）、バルバガイ郷（巴里巴蓋郷）、シリクシー郷（切爾克斉郷）
- 民族郷：汗徳尕特モンゴル族郷

## 経済
全国重点牧区の一つで、全国大尾羊と商品牛の基地の一つである。

## 友好都市
国内
- 深圳市南山区
- 吉林省延吉市
- 上海市真如鎮 等

海外
- カザフスタン共和国、烏卡市、大那仁県

## 交通
- アルタイ空港
- 216国道、217国道の起点である。